# Болесов, Иван Григорьевич
Иван Григорьевич Болесов (22 июля 1936 — …) — советский химик-органик, доктор химических наук, профессор. Автор более 220 публикаций, в том числе в «Химической Энциклопедии».

## Биография
Иван Григорьевич Болесов родился в Москве 22 июля 1936 г.. В 1953 г. он поступил в Московский Государственный Университет имени М. В. Ломоносова на химический факультет и окончил его в 1958 г. по специальности химия. В 1958 г. он поступает в аспирантуру при институте химии природных соединений АН СССР. Впоследствии он становится старшим лаборантом (1960 г.), а затем младшим научным сотрудником института химии природных соединений в 1962 г.. В 1963 г. защитил кандидатскую диссертацию на тему «Синтез аналога антибиотика деметилтетрациклина». С 1964 г. по 1969 г. Болесов являлся младшим научным сотрудником химического факультета МГУ имени М. В. Ломоносова. С 1971 г. по 1972 г. проходил стажировку в Колумбийском университете США. С 1987 г. он становится уже ведущим сотрудником химического факультета, после чего в 1990 г. профессором кафедры органической химии химического факультета.
В 1975 г. защитил докторскую диссертацию по специальности органическая химия на тему «Исследование в области химии ариламино- и арилвинилциклопропанов».
С 1988 г. Болесов работал в лаборатории элементоорганических соединений (ЭОС), заведующей которой являлась профессор Белецкая Ирина Петровна. Лаборатория базируется на изучении металлокомплексного и органического катализа, химии макроциклических соединений и создании хемосенсоров на их основе, химии порфиринов и стероидов, металлцентрированных нуклеофилов. В свою очередь Болесов занимался изучением циклопропанов.
Болесов И. Г. владел несколькими иностранными языками — английский, немецкий, французский.

## Научная деятельность
И. Г. Болесов — крупный ученый, его исследования выполнены в смежных областях органической химии, металлорганического синтеза и катализа и направлены на разработку методов синтеза теоретически интересных и практически важных соединений. Главным объектом изучения Болесова были циклопропаны и циклопропены. Он изучал реакции с участием циклопропенов, способы синтеза циклопропанов и циклопропенов.
Также он занимался изучением металлорганических соединений.
В рамках своих исследований он сотрудничал с иностранными университетами, такими как Университет Уэльса (Бангор), Ньюкасла (Великобритания), Геттингена (Германия), штата Техас (США), Университета науки и технологии (Норвегия), а также Институт элементоорганических соединений имени А. Н. Несмеянова РАН и Казанский государственный медицинский университет, Санкт-Петербургский государственный университет и другие.
Общее число публикаций ученого более 220.

## Педагогическая деятельность
С 1985 г. Болесов читал созданный им годичный курс органической химии для специальной группы студентов 3 курса химического факультета (1985—2002 г.г.), а также созданный им годичный курс органической химии для аспирантов кафедры органической химии (с 1998—2012 г.г.). Он автор ряда методических пособий.
Болесов И. Г. был инициатором написания нескольких задачников по органической химии для студентов 3 курса,.

## Семья
Был женат на Болесовой Ираиде Николаевне (1937 г.р.). Дети: Постникова (Болесова) Татьяна Ивановна (1970 г.р.), Болесова Валентина Ивановна (1972 г.р.)

## Личные качества
Коллеги Болесова И. Г. отмечают, что он был душевно щедрый человек, охотно помогал разобрать проблему и с удовольствием мог подробно разъяснить ответ на тот или иной вопрос. Болесов был сильно увлечен своей деятельностью и любил свою работу. Отмечается также, что он был человеком обстоятельным, но при этом наивным в житейском плане.

## Награды
- Медаль «Ветеран труда» (1986)